# Стриндберг, Нильс
Нильс Стриндберг (швед. Nils Strindberg; 3 сентября 1872 — октябрь 1897) — шведский личный секретарь и участник экспедиции на воздушном шаре к Северному полюсу в 1897 году. Стриндберг был фотографом экспедиции.
Когда в 1930 г были найдены останки экспедиции, утверждалось, что Стриндберг погиб первым. Трупы двух других участников, Са́ломона А́вгуста Андре́ и Кнута Френкеля, в отличие от Стриндберга, не были захоронены. Метеорологический дневник Стриндберга был найден в последнем лагере Андре́.
Стриндберг владел стенографией Леопо́льда Аренда, и его письма к невесте, Анна Шалье (Anna Charlier), — стенограммы. Часть писем была позже передана Анне Шалье. Некоторые из фотографий, сделанных Стриндбергом, были обработаны после того, как экспедиция была обнаружена, и были опубликованы.
Отец Стриндберга, Йохан Оскар Стриндберг, был двоюродным братом Августа Стриндберга, который также был крестным отцом Нильса. Младший брат Нильса, Туре Стриндберг, был скульптором и позже сформировал памятник в память об участниках экспедиции, расположенный на кладбище Norra kyrkogården в Стокгольме.